# 莫多克县 (加利福尼亚州)
莫多克县（英語：Modoc County）是美国加利福尼亚州的一个縣，县治阿尔图拉斯。根据美国人口普查局2020年的统计，共有人口8,700人。

## 地理

### 建制市镇
| 自治体（市/镇）       | 成立年份 | 人口（2018） |
| --------------------- | -------- | ------------ |
| 阿尔图拉斯（Alturas） | 1901     | 2,540        |